# Campionati svizzeri di sci alpino 2008
I Campionati svizzeri di sci alpino 2008 si sono svolti a Bad Ragaz, Davos, Splügen e Zinal dal 19 marzo al 3 aprile. Il programma includeva gare di discesa libera, supergigante, slalom gigante, slalom speciale e supercombinata, tutte sia maschili sia femminili, ma le due discese libere e la supercombinata femminile sono state annullate.
Oltre agli sciatori svizzeri, hanno potuto concorrere al titolo anche gli sciatori di nazionalità liechtensteinese, mentre gli atleti delle altre federazioni, pur prendendo parte alle competizioni, potevano ottenere solo prestazioni valide ai fini del punteggio FIS.

## Risultati

### Uomini

#### Discesa libera
La gara, originariamente in programma il 20 marzo a Bad Ragaz, è stata annullata.

#### Supergigante
| Pos. | Atleta                | Nazione  | Tempo   |
| ---- | --------------------- | -------- | ------- |
| 1    | Didier Cuche          | Svizzera | 1:50,45 |
| 2    | Ambrosi Hoffmann      | Svizzera | 1:50,74 |
| 3    | Tobias Grünenfelder   | Svizzera | 1:51,10 |
| 4    | Cornel Züger          | Svizzera | 1:51,25 |
| 5    | Carlo Janka           | Svizzera | 1:51,76 |
| 6    | Bernhard Matti        | Svizzera | 1:51,86 |
| 7    | Renzo Valsecchi       | Svizzera | 1:51,88 |
| 8    | Johannes Stehle       | Germania | 1:51,98 |
| 9    | Olivier Brand         | Svizzera | 1:52,17 |
| 10   | Massimiliano Blardone | Italia   | 1:52,32 |
| 10   | Vitus Lüönd           | Svizzera | 1:52,32 |

Data: 19 marzo

Località: Bad Ragaz

#### Slalom gigante
| Pos. | Atleta          | Nazione  | Tempo   |
| ---- | --------------- | -------- | ------- |
| 1    | Daniel Albrecht | Svizzera | 1:43,12 |
| 2    | Marc Gini       | Svizzera | 1:43,38 |
| 3    | Didier Cuche    | Svizzera | 1:44,00 |
| 4    | Carlo Janka     | Svizzera | 1:44,10 |
| 5    | Sandro Viletta  | Svizzera | 1:44,39 |
| 6    | Olivier Brand   | Svizzera | 1:44,59 |
| 7    | Philipp Schmid  | Germania | 1:44,79 |
| 8    | Ralf Kreuzer    | Svizzera | 1:45,09 |
| 9    | Bernhard Matti  | Svizzera | 1:45,20 |
| 10   | Cornel Züger    | Svizzera | 1:45,25 |

Data: 29 marzo

Località: Davos

#### Slalom speciale
| Pos. | Atleta              | Nazione  | Tempo   |
| ---- | ------------------- | -------- | ------- |
| 1    | Daniel Albrecht     | Svizzera | 1:38,68 |
| 2    | Sandro Viletta      | Svizzera | 1:38,95 |
| 3    | Christian Wanninger | Germania | 1:39,14 |
| 4    | Marc Gini           | Svizzera | 1:39,99 |
| 5    | Ruedi von Känel     | Svizzera | 1:40,15 |
| 6    | Mauro Caviezel      | Svizzera | 1:40,22 |
| 7    | Vitus Lüönd         | Svizzera | 1:40,83 |
| 8    | Dimitri Cuche       | Svizzera | 1:40,99 |
| 9    | Sandro Boner        | Svizzera | 1:41,89 |
| 10   | Jonas Fravi         | Svizzera | 1:41,90 |

Data: 30 marzo

Località: Davos

#### Supercombinata
| Pos. | Atleta         | Nazione   | Tempo   |
| ---- | -------------- | --------- | ------- |
| 1    | Marc Gini      | Svizzera  | 1:57,70 |
| 2    | Beat Gafner    | Svizzera  | 1:57,99 |
| 3    | Carlo Janka    | Svizzera  | 1:58,03 |
| 4    | Sandro Viletta | Svizzera  | 1:58,09 |
| 5    | Patrick Küng   | Svizzera  | 1:58,11 |
| 6    | Kryštof Krýzl  | Rep. Ceca | 1:58,86 |
| 7    | Jonas Fravi    | Svizzera  | 1:59,16 |
| 8    | Ralf Kreuzer   | Svizzera  | 1:59,30 |
| 9    | Vitus Lüönd    | Svizzera  | 1:59,44 |
| 10   | Gioele Fiori   | Svizzera  | 1:59,54 |

Data: 3 aprile

Località: Zinal

### Donne

#### Discesa libera
La gara, originariamente in programma il 20 marzo a Bad Ragaz, è stata annullata.

#### Supergigante
| Pos. | Atleta               | Nazione  | Tempo   |
| ---- | -------------------- | -------- | ------- |
| 1    | Fränzi Aufdenblatten | Svizzera | 1:55,27 |
| 2    | Dominique Gisin      | Svizzera | 1:56,10 |
| 2    | Martina Schild       | Svizzera | 1:56,10 |
| 4    | Nadja Kamer          | Svizzera | 1:56,13 |
| 5    | Monika Dumermuth     | Svizzera | 1:56,31 |
| 6    | Nadia Styger         | Svizzera | 1:56,65 |
| 7    | Andrea Dettling      | Svizzera | 1:57,03 |
| 8    | Denise Feierabend    | Svizzera | 1:57,43 |
| 9    | Fabienne Suter       | Svizzera | 1:57,55 |
| 10   | Jasmin Rothmund      | Svizzera | 1:58,33 |

Data: 19 marzo

Località: Bad Ragaz

#### Slalom gigante
| Pos. | Atleta               | Nazione     | Tempo   |
| ---- | -------------------- | ----------- | ------- |
| 1    | Fränzi Aufdenblatten | Svizzera    | 1:53,77 |
| 2    | Verena Höllbacher    | Austria     | 1:53,85 |
| 3    | Fabienne Suter       | Svizzera    | 1:53,86 |
| 4    | Chemmy Alcott        | Regno Unito | 1:54,09 |
| 5    | Monika Dumermuth     | Svizzera    | 1:54,29 |
| 6    | Pascale Berthod      | Svizzera    | 1:54,46 |
| 7    | Nadia Styger         | Svizzera    | 1:54,49 |
| 8    | Andrea Dettling      | Svizzera    | 1:54,59 |
| 9    | Alexandra Daum       | Austria     | 1:55,14 |
| 9    | Rabea Grand          | Svizzera    | 1:55,14 |

Data: 27 marzo

Località: Splügen

#### Slalom speciale
| Pos. | Atleta               | Nazione       | Tempo   |
| ---- | -------------------- | ------------- | ------- |
| 1    | Aita Camastral       | Svizzera      | 1:37,65 |
| 2    | Sandra Gini          | Svizzera      | 1:38,09 |
| 3    | Rabea Grand          | Svizzera      | 1:38,20 |
| 4    | Aline Bonjour        | Svizzera      | 1:38,59 |
| 5    | Marianne Abderhalden | Svizzera      | 1:38,61 |
| 6    | Michaela Nösig       | Austria       | 1:39,04 |
| 7    | Pascale Berthod      | Svizzera      | 1:39,23 |
| 7    | Marina Nigg          | Liechtenstein | 1:39,23 |
| 9    | Jessica Pünchera     | Svizzera      | 1:39,30 |
| 10   | Cornelia Städler     | Svizzera      | 1:39,31 |

Data: 28 marzo

Località: Splügen

#### Supercombinata
La gara, originariamente in programma il 20 marzo a Bad Ragaz, è stata annullata.